# Sindassko
Sindassko (en rus: Сындасско) és un poble (un possiólok) del krai de Krasnoiarsk, a Rússia, que en el cens del 2010 tenia 496 habitants. Pertany al districte de Dudinka.